# 長尾健太郎 (数学者)
長尾 健太郎（ながお けんたろう、1982年4月18日 - 2013年10月22日）は、日本の数学者。専門は幾何学的表現論。2013年度日本数学会賞建部賢弘特別賞受賞。

## 経歴
筑波大学附属小学校、開成中学校・高等学校卒業。中学3年生だった1997年より国際数学オリンピックに4年連続で出場し、中学3年生のときに銀メダル、高校では3年連続で金メダルを獲得した。
その一方で、15歳のときに難病である胞巣状軟部肉腫を発症し、闘病を続けた。
2005年、東京大学理学部数学科卒業。2009年、京都大学大学院理学研究科数学・数理解析専攻博士課程を修了し、博士（理学）の学位を取得。半年間オックスフォード大学でドミニク・ジョイスの下で研究する。2010年、名古屋大学大学院多元数理科学研究科に助教として着任。
2013年、胞巣状軟部肉腫のため死去。
2014年、算数オリンピックに「長尾賞」が創設された。

## 人物
両親と2人の姉は医師。家族は、妻と息子1人がいる。趣味の囲碁を通じて知り合い、2009年に結婚した妻は、囲碁インストラクターでNHK囲碁講座にも出演歴がある。自身も、開成高校3年次の第24回全国高校囲碁選手権大会で個人戦・男子の部ベスト16、東大2年次の第1回全日本学生囲碁王座戦で準優勝（準決勝で対局した日本大学の石井茜は、仲邑菫の叔母）の実績をもつ。